# Nậm Pông
Nậm Pông là phụ lưu cấp 1 của sông Hiếu, chảy ở huyện Quỳ Châu tỉnh Nghệ An, Việt Nam .

## Dòng chảy
Sông bắt nguồn từ hơp lưu các suối ở các xã Diên Lãm, Châu Hoàn và Châu Phong 19°27′34″B 105°0′1″Đ / 19,45944°B 105,00028°Đ, chảy về hướng đông bắc.
Sang xã Châu Hạnh thì đổ vào sông Hiếu, từ đó nước chảy đến sông Lam .

## Thủy điện
Thủy điện Nậm Pông công suất lắp máy 30 MW, xây dựng trên dòng nậm Pông tại vùng đất các xã Châu Hạnh và Châu Phong huyện Quỳ Châu, khởi công tháng 03/2008, hoàn thành tháng 01/2014 .19°31′9″B 105°2′9″Đ / 19,51917°B 105,03583°Đ

## Chỉ dẫn
1. ↑  Trong tiếng Tày-Thái "Nậm" đã có nghĩa là nước, sông, suối.